# Fourplay (película de 2001)
Fourplay (también conocida como Londinium) es una película de comedia romántica estadounidense-británica de 2001.

## Sinopsis
Fourplay sigue las vidas románticamente entrelazadas de una escritora de televisión, productora, actriz y maquilladora. Ben Greene (Binder) es un escritor de cómics estadounidense que llega a Gran Bretaña para escribir para un programa, Telford Gate. La estrella del programa, Carly Matthews-Portland (Hemingway), está casada con el productor, Allan (Firth). Carly decide ayudar a Greene, fijándole una cita con una maquilladora francesa, Fiona Delgrazia (Irène Jacob). A medida que avanza la película, las vidas de las parejas se entrelazan más y cada una decide si están en la relación correcta o no.

## Reparto
- Colin Firth como Allen Portland
- Mike Binder como Ben Greene
- Irène Jacob como Fiona Delgrazia
- Mariel Hemingway como Carly Matthews Portland
- Stephen Fry como Nigel Steele
- Jack Dee como Glen
- Christopher Lawford como Davis
- Stephen Marcus como Davey
- Vincent Grass como el padre de Fiona

## Recepción
La película no recibió muchas críticas. El crítico de scoopy.net le dio una D, sugiriendo que ni siquiera atraería a los fanáticos del género. Qwipster encontró la película «Tibio en el mejor de los casos».